# 金嘴狄翁
金嘴狄翁（40年—115年）古希腊演说家、作家、犬儒學派哲学家、罗马帝国史学家，作品有80篇传世。早年因政治原因遭放逐，后因演说和哲学思想而知名，致力于在罗马帝国捍卫希腊的文化传统和伦理价值。
狄翁出身于比提尼亚境内普鲁萨城的贵族家庭。信仰斯多噶派哲学，受过良好教育，善于辞令，绰号“金嘴”。青年时为普鲁萨城的官员，后到罗马得韦斯巴芗赏识，经常出入宫廷。因批评时政，82年被皇帝图密善驱逐出罗马、意大利和比提尼亚。模仿昔尼克派哲学家第欧根尼，蔑视社会习俗，并遍游小亚细亚、希腊和黑海沿岸。96年涅尔瓦登基后下令恢复其权利。今存作品有《论被奴役和自由（之一、二）》、《第欧根尼，或论暴政》和《论阅读》等七十九篇，其中有演说和短论，也有伦理、文学等方面的作品，对于研究其所处时代的生活，特别是行省中的城市生活颇有价值。